# László Fodor
László Fodor (Budapest, 28 marzo 1898 – Los Angeles, 1º settembre 1978) è stato un commediografo e giornalista ungherese.

## Biografia
László Fodor si rifugiò negli Stati Uniti d'America, a causa di motivi razziali, alla vigilia della seconda guerra mondiale.
Iniziò sin da giovanissimo la carriera di giornalista, anche se ben presto si mise in evidenza come autore di commedie leggere e divertenti, di evidente ispirazione boulevardière, gran parte delle quali venne tradotta nella rivista Il dramma, ottenendo successo e consenso anche in Italia nel periodo fra le due guerre.
Tre le sue numerose opere si possono menzionare: Scorcio di chiesa (1927); Bacio davanti allo specchio (1932); Esami di maturità (1935); L'amore non è tanto semplice (1935); Gioco di società (1936); Coppia di artisti (1938); Regalo di compleanno (1939).
La sua opera più conosciuta del periodo americano fu Il ratto d'Europa.
Tra le altre sue commedie si ricordano: Topolino; Amo un'attrice; Signora vi ho già visto in qualche luogo; La penna stilografica; Roulette; I ladri di via Vàci.
Le sue commedie brillanti si caratterizzarono per l'approfondimento realizzato con un certo spirito delle numerose e diverse forme della vita sociale moderna.

## Opere
- Scorcio di chiesa (1927);
- Bacio davanti allo specchio (1932);
- Esami di maturità (1935);
- L'amore non è tanto semplice (1935);
- Gioco di società (1936);
- Coppia di artisti (1938);
- Regalo di compleanno (1939);
- Il ratto d'Europa;
- Topolino;
- Amo un'attrice;
- Signora vi ho già visto in qualche luogo;
- La penna stilografica;
- Roulette;
- I ladri di via Vàci.